# Инстербургский троллейбус
Инстербургский тролле́йбус — троллейбусная система города Инстербурга (ныне город Черняховск Калининградской области). Её открытие состоялось 27 ноября 1936 года. Инстербург входил в семь городов Германии, в которых было в первую очередь запущено троллейбусное движение. Оно было закрыто в январе 1945 года в связи с приближением боевых действий. После войны система не была восстановлена.

## История
Власти города долго спорили, какой вид транспорта следует пустить в городе: трамвай или автобус. Одни утверждали, что трамваи экологически чище, вторые — что автобусы дешевле и нет необходимости прокладывать рельсы. Когда спор зашёл в тупик, один художник (или карикатурист) нарисовал нечто вроде гибрида трамвая и автобуса (верхняя часть этого художества более походила на трамвай, а нижняя на автобус). Когда эту картину представили вниманию властей города, то решение было практически сразу же принято — в городе будет ходить троллейбус, о которых в то время почти никто не слышал. Так в городе появился экологически чистый вид транспорта.
26 ноября 1936 года было открыто несколько новых линий, начались поставки специально заказанных машин «Мерседес». Начало было положено линией длиной в 7,8 километра от северного предместья Шприндт (Sprind) до лежащего на противоположной окраине города посёлка Гейенгоф (Heyenhof) по Норденбургской улице (Nordenberger) до угла Визенвег (Wiesenweg). Она заменила автобусный маршрут. Контактная сеть, смонтированная компанией AEG, была однопутной с разъездами, поэтому на обоих конечных пунктах были устроены поворотные треугольники. Перед войной их заменили на петли, так как было начато движение троллейбусов с прицепами.
В центре города, на Старом Рынке, было устроено два пути и разворотная петля, на которой могли развернуться троллейбусы, идущие как из Шприндта, так и с Визенвега.
Небольшое троллейбусное депо на Кляйнбан-штрассе (ныне ЮЭС на ул. Железнодорожной) соединялось отдельной контактной линией с линией на Цигель-штрассе (ныне ул. Победы).
К 1940 году машины обслуживали уже семь маршрутов, из которых четыре были пригородными.
После войны троллейбусов в Черняховске не стало. По официальной версии, зимой 1945 года, перед отступлением, немцы сняли всю контактную линию, изготовленную из медного провода.

## Маршруты
- 1) Шприндт (нем. Sprindt) — Визенвег (нем. Wiesenweg).

- 3) Старый рынок (нем. Alter Markt) — Цигель-штрассе (нем. Ziegelstrasse (сейчас ул. Победы)) — Кляйнбан-штрассе (нем. Kleinbahnstr (сейчас Железнодорожная ул.)) — Туннель-штрассе (нем. Tunnelstrasse) — Военный аэродром (нем. Fliegerhorst).

- 4) Военный аэродром (нем. Fliegerhorst) — Туннель-штрассе (нем. Tunnelstrasse) — Вокзал — Старый рынок (нем. Alter Markt) — Цигель-штрассе (нем. Ziegelstrasse (сейчас ул. Победы)) — Кляйнбан-штрассе (нем. Kleinbahnstrasse (сейчас Железнодорожная ул.)) — Туннель-штрассе (нем. Tunnelstrasse) — Военный аэродром (нем. Fliegerhorst).

## Подвижной состав
Подвижной состав представлял собой 9 (доподлинно неизвестно) троллейбусов производства Mercedes-Benz.